# Anhalter Steg
Der Anhalter Steg ist eine Fußgängerbrücke über den Landwehrkanal in Berlin-Kreuzberg zwischen der Möckernbrücke und der Schöneberger Brücke. Er verbindet seit Februar 2001 das Gelände des Deutschen Technikmuseums Berlin mit dem gegenüberliegenden Halleschen Ufer bis hin zum Gelände des ehemaligen Anhalter Bahnhofs.

## Geschichte

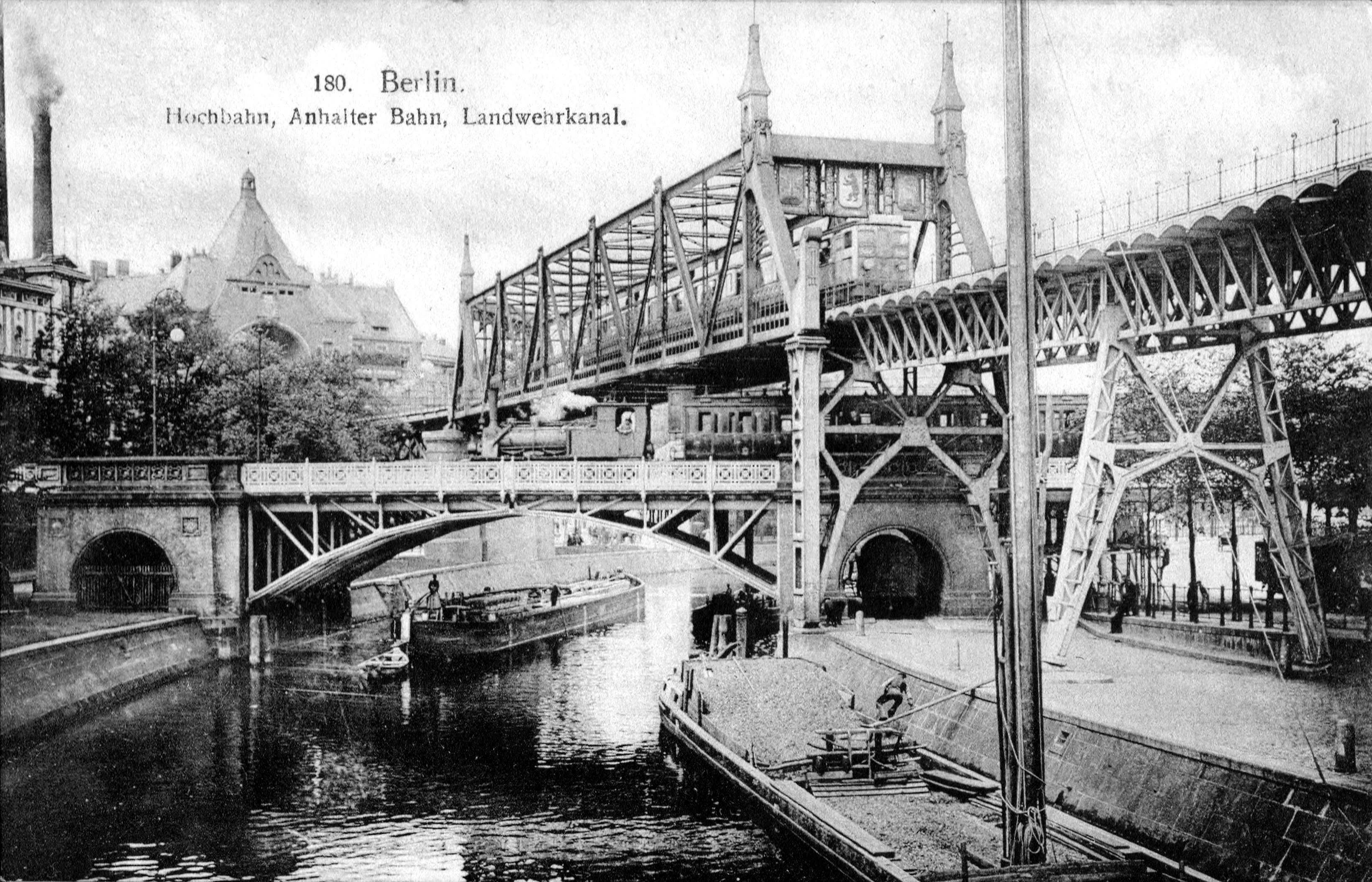
Vorgängerbrücke der Berlin-Anhaltischen Eisenbahn

Der Bau der Berlin-Anhaltischen Eisenbahn führte zur Errichtung einer Eisenbahnbrücke über den Schifffahrtskanal am Standort der heutigen Fußgängerbrücke. Diese viergleisige Brücke wurde im Zweiten Weltkrieg teilweise zerstört. Der planmäßige Zugverkehr am Anhalter Fernbahnhof wurde ab dem 18. Mai 1952 eingestellt. Danach wurden die verbliebenen Brücken nur noch innerbetrieblich befahren. Im Jahr 1972 wurden die Eisenbahnbrücken ausgehoben und verschrottet.
Bereits in den 1980er Jahren überlegte der Berliner Senat den Bau einer Radfahrer- und Fußgängerbrücke an dieser Stelle. Die umfangreiche Erweiterung des Technikmuseums in den 1990er Jahren gab diesen Plänen wieder neuen Schwung. Nach Untersuchungen und Gutachten der vorhandenen Reste begann die Montage der auf dem Landwehrkanal transportierten Brückenteile am 28. September 2000. Der im Februar 2001 fertiggestellte Bau auf den Fundamenten der historischen Eisenbahnbrücke kostete rund drei Millionen Mark (kaufkraftbereinigt in heutiger Währung: rund 2,4 Millionen Euro), die von der DaimlerChrysler Immobilien GmbH als Ausgleichsmaßnahme für die Bebauung des Potsdamer Platzes bereitgestellt worden waren.

## Konstruktion

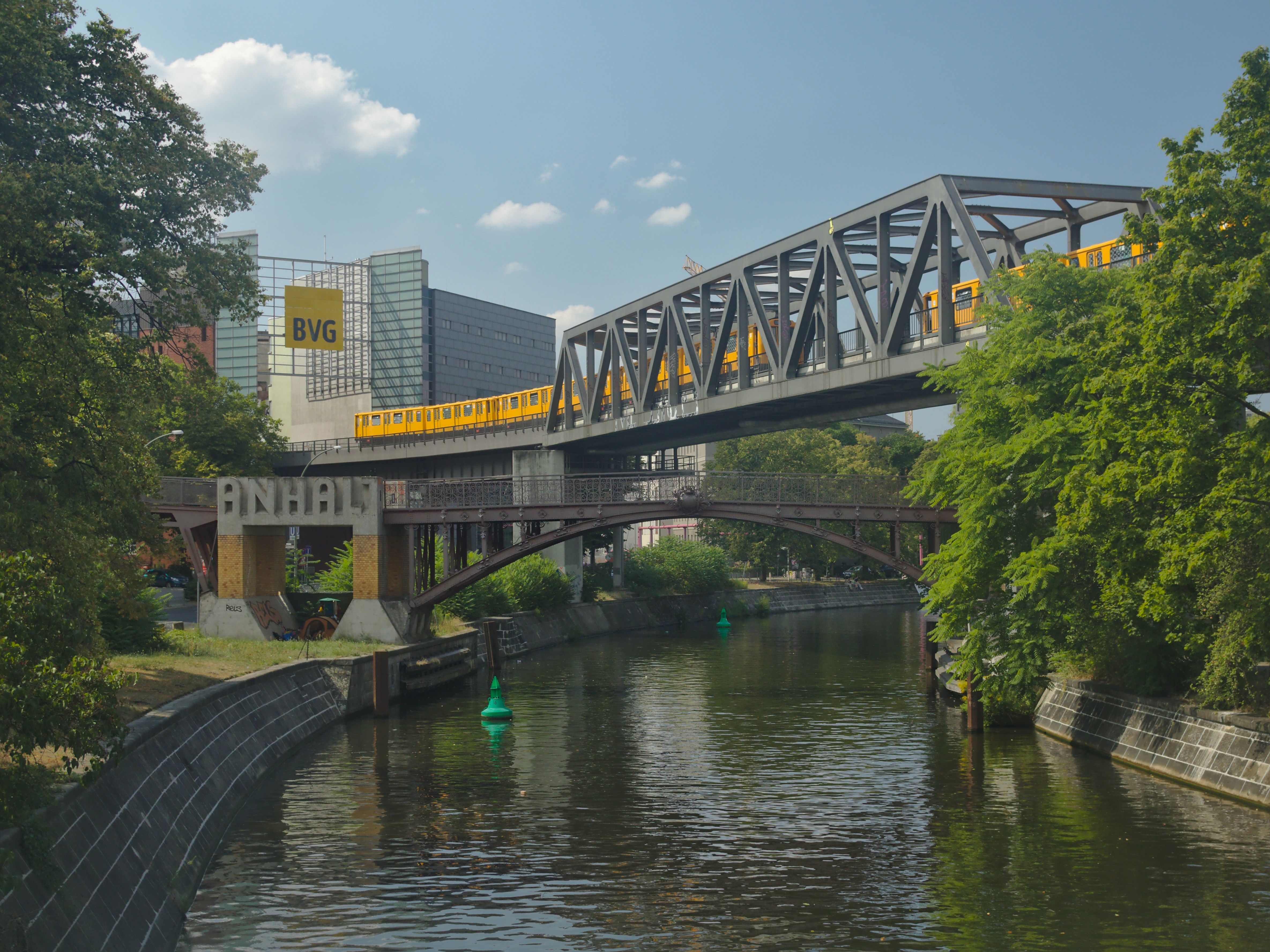
Das historische Mittelteil aus der Marschallbrücke

Die Brücke wurde nach Entwürfen des Berliner Architekten Benedict Tonon gebaut. Sie besteht aus drei je 25 m langen Feldern. Das mittlere Feld wird aus dem ehemaligen Mittelteil der Marschallbrücke gebildet, die aufgrund des Zustandes und der Bedingungen für den Schiffsverkehr auf der Spree 1997–1999 erneuert wurde. An der Planung der Marschallbrücke war Tonon ebenfalls beteiligt. Dieses alte Mittelteil ist ein schmiedeeiserner, genieteter Zweigelenkfachwerkbogen, dessen Breite gegenüber der Originalbreite der Marschallbrücke auf viereinhalb Meter verringert wurde. Er ist mit Holzbohlen belegt. Die beiden äußeren Felder sind geschweißte Stahlkonstruktionen mit einer Asphaltdecke.
Die Beton-Pfeiler sind im mittleren Teil als Reminiszenz an die Berliner Bautradition mit gelbem Klinker verkleidet. Im oberen Teil erinnern die skulptural ausgebildeten Schriftzüge ‚ANHALT‘ und ‚BERLIN‘ an die ehemalige Funktion der Brückenverbindung für die Berlin-Anhaltische Eisenbahn.

## Umfeld
Unmittelbar südlich befinden sich das Deutsche Technikmuseum und der ehemalige Güterbahnhof des Anhalter Bahnhofs. Im Norden, auf dem Gelände des ehemaligen Anhalter Personenbahnhofs, wurden das neue Tempodrom errichtet und der Elise-Tilse-Park angelegt.
Von den alten Bahnanlagen des Anhalter Personenbahnhofs sind außerhalb der ehemaligen Halle noch Bahnsteigreste und Gleiströge vorhanden, die durch Ruderalvegetation überzogen sind. Dieser Bereich wurde zu einer Grünanlage umgestaltet. Dabei wurden die alten Bahnsteigkanten teilweise wieder aufgemauert. Auch die Böschungs- und Einfriedungsmauern zum Halleschen Ufer und zur Möckernstraße wurden mit gelben Klinkern neu hergestellt.